# Ендовищи
Ендови́щи (тат. Яндавишча) — татарское село в Краснооктябрьском районе Нижегородской области, административной центр Ендовищинского сельсовета.
Является одним из 34 татарских сёл юго-востока Нижегородской области.
В селе протекает речка Кострома, которая берёт своё начало у села Кечасово и впадает в речку Пара.

## История

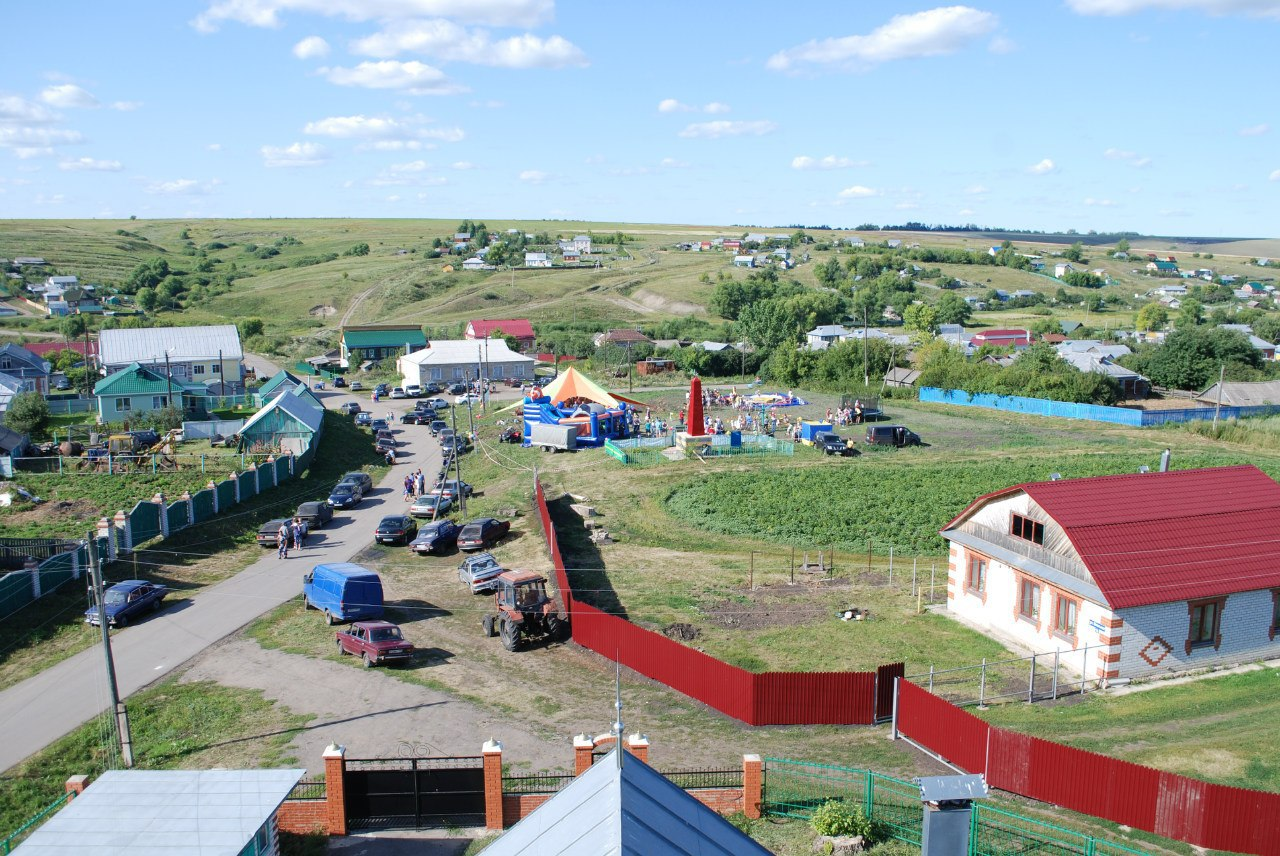
Сабантуй в Ендовищах

Местные топонимисты считают, что название села, возможно, указывает на рельеф местности, где оно расположено («ендова» — чаша, котловина).
Согласно устным преданиям, первое поселение на этом месте возникло ещё в XIV веке, когда сюда переселились 12 семей служилых татар с юга и четыре семьи из деревни Трёхозерки.
После реформы 1861 года деревня стала центром Ендовищенской волости, в которую вошли также деревни Карга и Ключищи. В Ендовищах разместилось волостное правление.
К концу XIX века Ендовищи были уже достаточно большой деревней, в которой имелись четыре мечети и две школы. В 1906 году старейшая мечеть деревни отстроена заново. К 1911 году в Ендовищах насчитывалось уже 592 двора. В 1916 году население села составляло 4376 человек.
В июле 1929 года с ведением районного деления Ендовищи в составе одноимённого сельсовета вошли в состав Татарского района Горьковской области. С апреля 1963 по январь 1965 года находились в составе Сергачского района.

## Инфраструктура
По данным на 1859 год Ендовищи являлись казённой деревней Сергачского уезда Нижегородской губернии, в которой располагалась становая квартира. На тот момент в деревне насчитывалось 258 дворов и проживало 1991 человек, имелись две мечети.
После революции 1917 года, когда закрывались религиозные учреждения, одной из немногих уцелевших мечетей Нижегородской области была мечеть села Ендовищи.

## Население
| 2002 | 2010 |
| ---- | ---- |
| 489  | ↘438 |